# Araucaria cunninghamii
Araucaria cunninghamii é uma espécie de planta da família Araucariaceae pertencente ao gênero Araucaria.
Conhecidos popularmente como Pinheiro-cunningami,Pinheiro-moreton,Pinheiro-colonial,Pinheiro-de-arco,Araucária-da-baía-de-moreton e Araucaria-de-australia.
Essa espécie é encontrada no leste da Austrália e também em Nova Guiné. O seu nome científico é uma homenagem a Allan Cunningham.